# Pays de la Loire
Pays de la Loire (tạm dịch: Loa Quốc tức vùng sông Loire) là một vùng của nước Pháp, bao gồm năm tỉnh: Loire-Atlantique, Maine-et-Loire, Mayenne, Sarthe và Vendée. Thủ phủ của vùng này là thành phố Nantes.